# والاک فرناندو پریرا
والاک فرناندو پریرا بازیکن فوتبال اهل برزیل است 